# Oberkassel (Bonn)
Oberkassel is een wijk en voormalige gemeente in het stadsdistrict Beuel te Bonn en ligt aan de rand van het Zevengebergte. Oberkassel telt ongeveer 7200 inwoners.
In 1969 werd Amt Oberkassel opgeheven en werd de gemeente Oberkassel onderdeel van Bonn. Andere gemeenten in dit Amt (Heisterbacherrott, Niederdollendorf en Oberdollendorf) gingen over naar Königswinter.
Tot Oberkassel behoren de nederzettingen Berghoven, Büchel, Broich en Meerhausen.

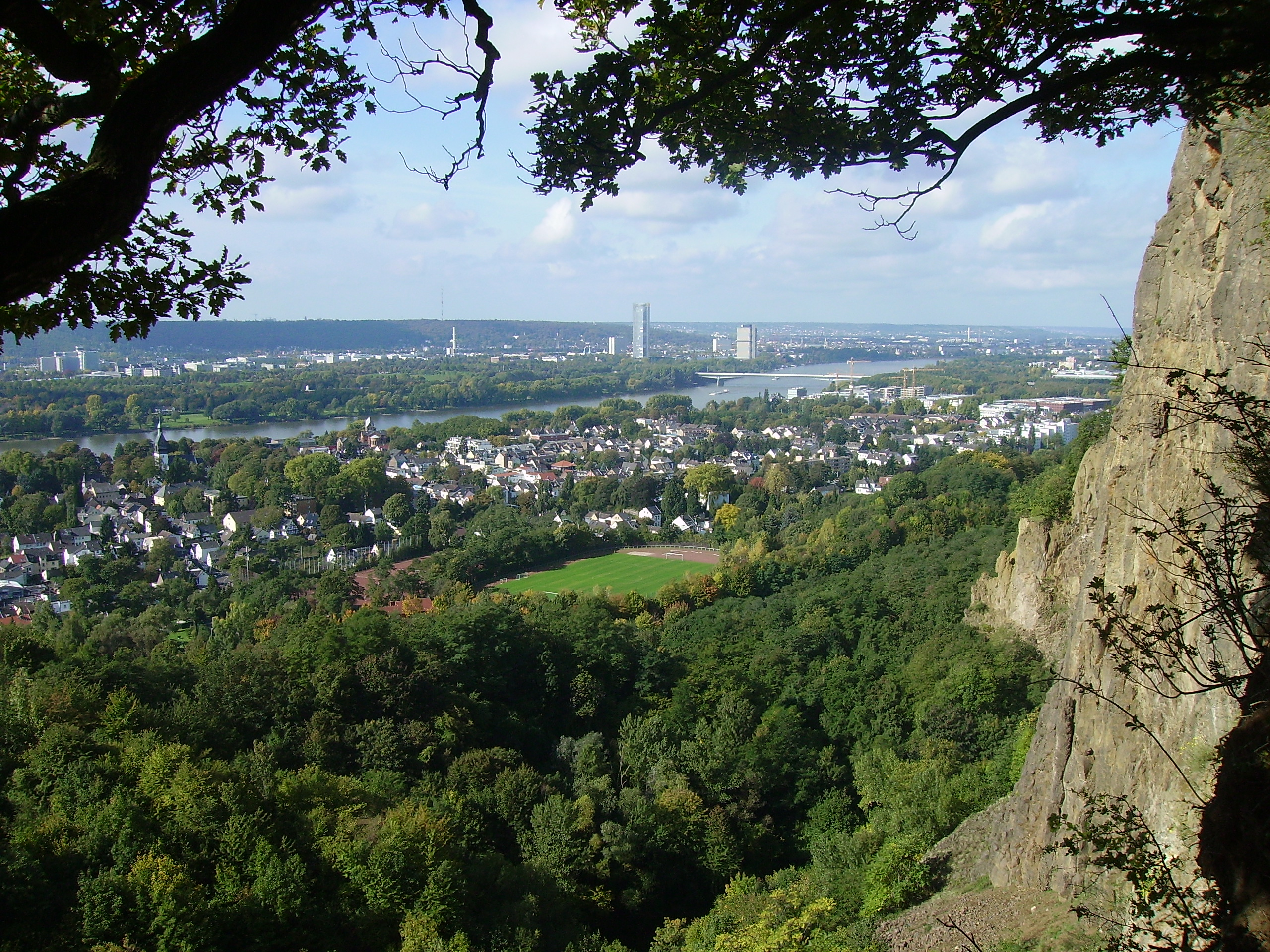
Oberkassel